# Игита (игрок в мини-футбол)
Леонардо де Мело Виейра Лейте (порт. Leonardo De Melo Vieira Leite; род. 6 июня 1986, Рио-де-Жанейро), более известный как Игита (порт. Higuita) — бразильский и казахстанский игрок в мини-футбол, вратарь клуба «Семей», игрок сборной Казахстана. Лучший вратарь мира 2015, 2016, 2018, 2019, 2020 годов по версии Futsalplanet Awards.
Начал играть в пять лет, подражая отцу, который тоже был вратарём. Выступал за футзальные команды «Васко да Гама», «Фламенго», «Флуминенсе» из Рио-де-Жанейро. До 18 лет играл параллельно в футбол и в футзал. Проявляя свой талант в большей степени в футзале, принял решение начать профессиональную карьеру именно в этом виде спорта. Получил прозвище Игита, так как любит играть, выходя за пределы штрафной, как и его знаменитый колумбийский коллега Рене Игита. С 2011 по 2024 годы —  игрок казахстанского «Кайрата». С 2024 года выступает за казахстанский клуб «Семей». С 2013 года выступает за сборную Казахстана.

## Стиль игры
Лео Игита очень хорошо играет за пределами вратарской зоны. Поэтому команда часто использует Игиту как пятого полевого игрока, что приносит численное преимущество в нападении. Лео обладает хорошим ударом и часто забивает голы с игры. Эту манеру Игиты тренеры оценивают неоднозначно. Главный тренер сборной Хорватии Мато Станкович заявил, что стиль игры Игиты убивает футзал. Главный тренер сборной России Сергей Скорович отметил, что вратарь не нарушает правил игры. Чемпион Евро-1999 Дмитрий Горин назвал тактику казахстанцев изюминкой Евро-2016.

## Достижения
Командные
«Кайрат»
- Обладатель Межконтинентального кубка: 2014
- Серебряный призёр Межконтинентального кубка: 2015
- Обладатель Кубка УЕФА (2): 2013, 2015
- Бронзовый призёр Кубка УЕФА (2): 2011, 2017
- Обладатель Кубка Ерёменко (4): 2014, 2016, 2017, 2018
- Чемпион Казахстана (10): 2011/12, 2012/13, 2013/14, 2014/15, 2015/16, 2016/17, 2017/18, 2018/19, 2019/20, 2020/21
- Обладатель Кубка Казахстана (9): 2013, 2014, 2015, 2016, 2017, 2018, 2019, 2020, 2021
- Обладатель Суперкубка Казахстана (7): 2010, 2012, 2013, 2014, 2018, 2019, 2021

Сборная Казахстана
- Бронзовый призёр чемпионата Европы 2016[4]

Личные
- Лучший игрок турнира «Кубок Ерёменко»: 2016[5]
- Лучший вратарь мира по версии портала Futsalplanet.com (5): 2015, 2016, 2018, 2019, 2020[6]
- Лучший вратарь Чемпионата Казахстана по футзалу: 2022